# Асистенција (кошарка)
У кошарци, асистенција се приписује играчу који додаје лопту саиграчу на начин који директно води до резултата голом из игре, што значи да је „асистирао” у постизању поена. Асистенција се такође приписује када је кош додељен због дефанзивне одбране коша.
Постоји одређена процена која је укључена у одлучивање да ли додавачу треба приписати асистенцију. Асистенција се може постићи за додавача чак и ако играч који је примио пас направи кош након што је дриблао лопту на краткој удаљености. Међутим, првобитна дефиниција асистенције није укључивала такве ситуације, па је поређење статистике асистенције у различитим епохама сложена ствар.
Само додавање непосредно пре постизања коша може се рачунати као асистенција, тако да се по поготку из игре не може забележити више од једне асистенције (за разлику од других спортова, као што је хокеј на леду). Додавање које доводи до грешке при шуту и поентирања слободних бацања не рачуна се као асистенција у НБА лиги, али се рачуна у игри ФИБА (само једна асистенција се додељује по сету слободних бацања у којем се изводи најмање једно слободно бацање).
Плејмејкери имају тенденцију да добију највише асистенција по утакмици (апг), јер је њихова улога првенствено улога додавача и хватача лопте. Међутим појавом играча као што је Никола Јокић, та улога је почела да се мења. Центри имају тенденцију да добијају мање асистенција, али центри са визијом терена могу да доминирају тимом асистирајући. Будући да је близу обруча, центар често има најбоље углове и најбољу позицију за „послуживање” осталих играча и друга кратка додавања у зони за шут. Актуелни НБА центар Никола Јокић је међу лидерима лиге по асистенцијама и плејмејкингу. Бивши НБА центар Вилт Чејмберлен је предводио НБА у укупном броју асистенција 1968. године. Снажан центар са умећем за постизање кошева, као што је бивши НБА центар Хаким Олајџувон, такође може бити ефикасан асистент јер дуплирање одбране доводи до слободног играча у нападу.
НБА тимски рекорд у једној утакмици је 53  асистенције. Тај рекорд су држали Милвоки бакси и он је остварен 26. децембра 1978. године. Појединачни рекорд НБА асистенција у једној утакмици је 30, а држао га је Скот Скајлс из Орландо меџика а остварио га је 30. децембра 1990. године.
НБА рекорд по броју асистенција у каријери држи Џон Стоктон са 15.806. Стоктон такође држи НБА рекорд у једној сезони асистенција по утакмици са 14,5 током регуларне сезоне 1989-1990. Највећи просек асистенције по утакмици у историји НБА лиге има Меџик Џонсон, са 11,2 асистенције по утакмици.